# Mark Billingham
Pour les articles homonymes, voir Billingham (homonymie).
Mark Billingham, né le 2 juillet 1961 à Solihull, dans le Midlands de l'Ouest, en Angleterre, est un écrivain, un scénariste et un acteur britannique, auteur de roman policier et de fantasy.

## Biographie
Il fait des études au King Edward VI Camp Hill School for Boys (en), un grammar school à Kings Heath, dans la banlieue de Birmingham, puis s'inscrit à l'Université de Birmingham, où il reçoit un baccalauréat en art dramatique.
Après ses études, il se produit comme stand-up et incarne divers rôles secondaires dans quelques productions théâtrales. Dans les années 1980, il déménage à Londres et joue des rôles mineurs dans différentes séries télévisées, avant d'incarner le rôle régulier de Wayne Harris dans l'émission pour enfants News at Twelve (en). En 1989, il décroche le rôle de Gary dans le sitcom pour enfants Maid Marian and Her Merry Men, produit par la BBC. De 1993 à 1996, il joue le rôle de Terry Crum et signe les scénarios de six épisodes de la série télévisée pour enfants Harry's Mad (en). Il continue ensuite de signer à l'occasion des scripts pour la télévision.
En 2001, il publie son premier roman, Dernier battement de cil (Sleepy Head). C'est le premier volume d'une série consacrée à Tom Thorne, un inspecteur de police londonien. Ce roman est finaliste du Gold Dagger Award 2002 et du prix Barry 2003. Trois autres romans de cette série, Sans merci (Lazybones) en 2003, Torche humaine (The Burning Girl) en 2004 et Comme des chiens (Lifeless) en 2005 sont également finalistes du prix Barry. En outre, les deux premiers titres de cette série policière sont adaptés par la télévision britannique : l'acteur David Morrissey incarne l'inspecteur Tom Thorne.
In the Dark, un roman paru en 2008 qui ne fait pas partie de la série avec Tom Thorne, est finaliste du Gold Dagger Award 2009.
En 2008, sous le pseudonyme Will Peterson, conjointement avec Peter Cocks, il amorce une trilogie de fantasy intitulée Triskellion.

## Œuvre

### Romans signés Mark Billingham

#### SérieTom Thorne
- Sleepy Head (2001) Publié en français sous le titre Dernier battement de cil, Paris, Éditions du Masque, 2004  (ISBN 2-7024-3201-8) ; réédition, Paris, LGF, coll. « Le Livre de poche » no 37155, 2006  (ISBN 978-2-253-11307-2)
- Scaredy Cat (2002) Publié en français sous le titre Peur de son ombre, Paris, Éditions du Masque, 2005  (ISBN 2-7024-3202-6) ; réédition, Paris, LGF, coll. « Le Livre de poche » no 37256, 2007  (ISBN 978-2-253-12076-6)
- Lazybones (2003) Publié en français sous le titre Sans merci, Paris, Éditions du Masque, 2006  (ISBN 2-7024-3203-4) ; réédition, Paris, LGF, coll. « Le Livre de poche » no 37272, 2008  (ISBN 978-2-253-12065-0)
- The Burning Girl (2004) Publié en français sous le titre Torche humaine, Paris, Éditions du Masque, 2008  (ISBN 978-2-7024-3272-3)
- Lifeless (2005) Publié en français sous le titre Comme des chiens, Paris, Éditions du Masque, 2009  (ISBN 978-2-7024-3302-7)
- Buried (2006) Publié en français sous le titre Tant de secrets enfouis, Paris, Éditions du Masque, 2010  (ISBN 978-2-7024-3303-4)
- Death Message (2007)
- Bloodline (2009)
- From the Dead (2010)
- Good as Dead (2011), aussi paru sous le titre The Demands
- The Dying Hours (2013)
- The Bones Beneath (2014)
- Time of Death (2015)
- Love Like Blood (2017)
- The Killing Habit (2018)
- Their Little Secret (2019)
- Cry Baby (2020) prequel
- The Murder Book (2022)

#### SérieDeclan Miller
- The Last Dance (2023)
- The Wrong Hands (2024)

#### Autres romans
- In the Dark (2008)
- Rush of Blood (2012)
- Die of Shame (2016)
- Cut Off (2018)
- Rabbit Hole (2021)

### Recueils de nouvelles
- Crime Writers: A Decade of Crime (2013), contient également des nouvelles de Ann Cleeves, Harlan Coben, P.D. James, Val McDermid et Steve Mosby
- Dancing Towards the Blade and Other Stories (2013)

### Novellas
- The Other Half (2015)
- Stroke of Luck (2015)

### Autre ouvrage
- Great Lost Albums (2014), coécrit avec David Quantick, Stav Sherez et Martyn Waites

### Romans signés Will Peterson

#### SérieTriskellion
- Triskellion (2008) Publié en français sous le titre Triskellion, Toulouse, Milan Presse (2009)  (ISBN 978-2-7459-3436-9)
- The Burning (2009) Publié en français sous le titre La Marque de feu, Toulouse, Milan Presse (2009)  (ISBN 978-2-7459-3437-6)
- The Gathering (2010) Publié en français sous le titre L'Ultime Épreuve, Toulouse, Milan Presse (2010)  (ISBN 978-2-7459-3438-3)

## Prix et distinctions

### Nominations
- Gold Dagger Award 2002 pour Scaredy Cat[1]
- Prix Barry 2003 pour Scaredy Cat[2]
- Prix Barry 2004 pour Lazybones[2]
- Prix Barry 2005 pour The Burning Girl[2]
- Prix Barry 2006 pour Lifeless[2]
- BCA Crime Thriller of the Year 2006 pour Lifeless[3]
- Gold Dagger Award 2009 pour In the Dark[1]
- Dagger in the Library 2015[4]